# Жетыжол
Жетыжол (каз. Жетіжол, "Семь дорог") — горный хребет в западной части Заилийского Алатау.

## География
Расположен в Жамбылском районе Алматинской области. На запад простирается до хребта Киндыктас (каз. Кіндiктас, "Пуп горы" или "Каменный пуп"). На востоке он отделен от Заилийского Алатау перевалом Кастек и рекой Каракастек. Абсолютная высота 3273 м (гора Суыктобе). Длина хребта 85 км, ширина — 25 км.

## Геологическое строение и рельеф
Горная порода в основном состоит из углеродистого кристаллического сланца, гнейса и в некоторых местах из гранитоидов, выходящих на поверхность. Рельеф местности умеренно-гористый, с пологими хребтами и крутыми склонами, изрезанными оврагами и балками.

## Водные ресурсы
Со склонов хребта, являющегося водоразделом рек Или и Чу, берут начало реки: Ыргайты, Жанысай, Жинишке, Ешкилы, Жиренайгыр, Жаманты и др.

## Климат, растительность
В Жетыжоле наблюдается несколько ландшафтно-климатических зон. В степном поясе горной каштановой почвы (800—1400 м) произрастают пшеница, райграс, осока бледноватая и др. На лугово-черноземных участках на высоте 1400—2600 м леса редки, а в предгорно-горном поясе (выше 2600 м) встречаются осоковые и субальпийские луга. Склоны Жетыжола используются для выпаса скота.